# 陸𤇍
陸𤇍（1488年—1554年），字元望，號石涇，浙江嘉興府平湖縣人，竈籍，明朝政治人物。

## 生平
正德八年（1513年）癸酉科浙江鄉試第三十四名舉人，正德九年（1514年）聯捷甲戌科二甲第三十一名進士，授兵部主事，转武库司署郎中事员外郎，嘉靖二年（1523年）二月出为湖广右参议，復除山东右参议，八年八月升陕西按察司鄜延副使 ，十一年四月升本省右参政，十二年三月升江西按察使，十二年升本布政使司右布政使，十四年二月升广东左布政使，十七年十月升都察院右副都御史、巡抚湖广，嘉靖十八年明世宗南巡承天府，章圣皇太后梓宫南祔明顯陵，陆杰等人提督显陵工程。二十年二月顯陵完工，升工部右侍郎，仍旧巡抚。二十二年六月詔回工部管事，十月因从子陆光祚在乡试中冒籍中式被弹劾去职。
嘉靖三十一年二月诏修太和山玄帝宫，令陆杰提督工程，三十三年三月兼都察院右佥都御史，督修显陵裬恩殿，不久去世，赠工部尚书，赐祭葬。

## 家族
曾祖陸珪，義官；祖父陸鋹，監生；祖母曹氏。父陸淞，弘治三年進士，官至南京光祿寺卿。母王太淑人，生五子：陸𤇍、陸棐、陸槩、陸杲、陸集。子陸光弼，嘉靖十八年以蔭為國子生，官至南京都督府都事。
弟陸杲，字元晉，號胥峰，嘉靖二十年進士，官刑部主事，以子陸光祖贈資政大夫吏部尚書。陸杲曾孫陸鏊。